# Pont Saint-Martin
Pour les articles homonymes, voir Pont-Saint-Martin et Saint-Martin.
Le pont Saint-Martin est un pont ferroviaire de la Ligne M2 du métro de Lausanne, en Suisse.

## Situation
Le pont St-Martin franchit la vallée du Flon. Il passe au-dessus de la rue St-Martin et supporte les rames de la ligne du métro M2 entre le tunnel Viret, en direction de la station Riponne-Maurice Béjart, et la station Bessières, cette dernière étant directement creusée dans la culée est du pont Bessières.

## Histoire
Construit par Métro-SRA, il s'agit d'un pont à poutre à trois travées, fabriqué en béton précontraint à 5 m du sol. Il est situé directement sous le pont Bessières, dont les deux culées ont été percées pour permettre sa construction et le passage du métro. Ses deux piles sont situées de part et d'autre de la rue St-Martin. Son coût a été devisé à 2,8 millions de francs. Le directeur du chantier est Olivier Simon-Vermot.

Vues du pont
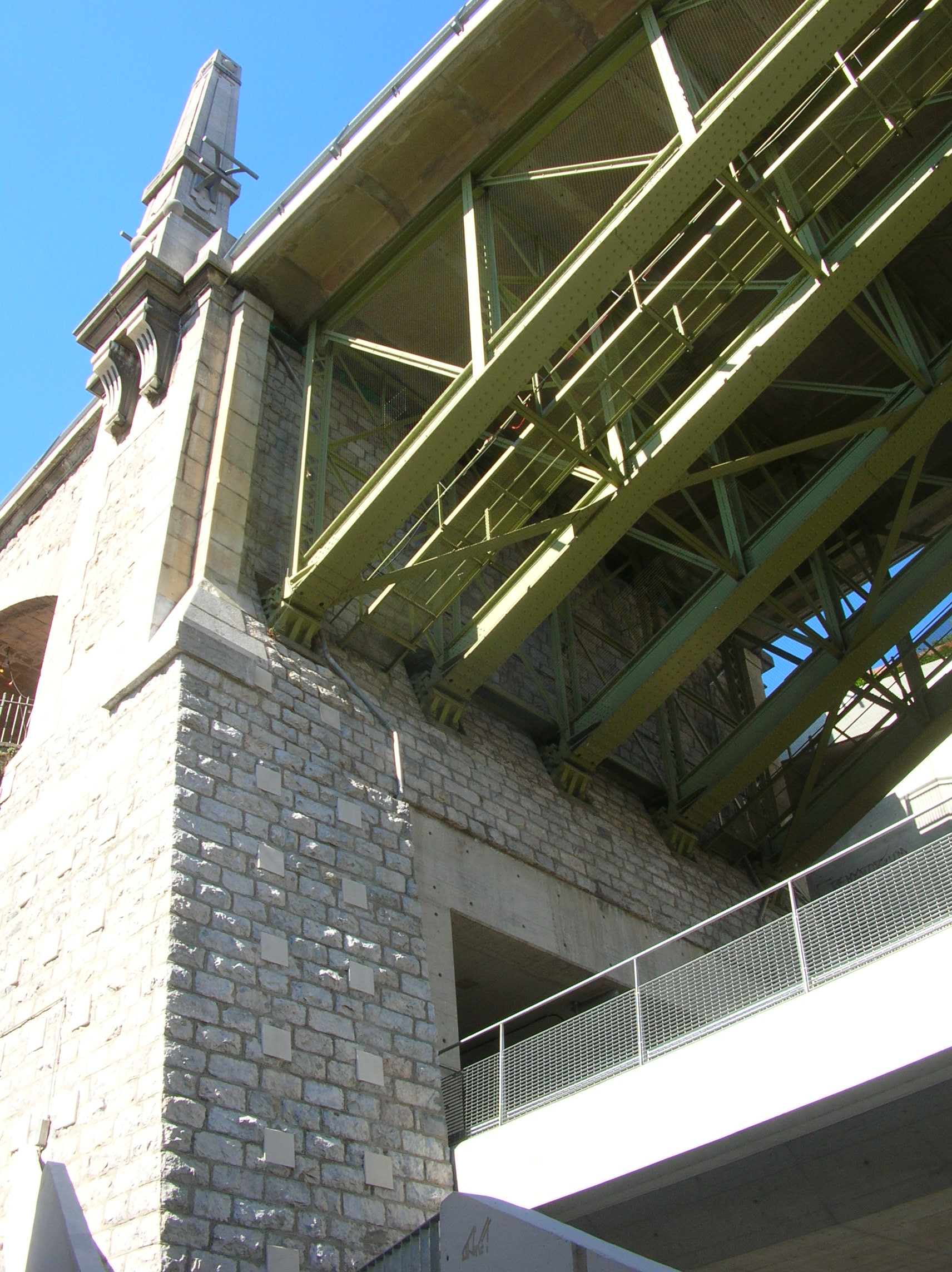
Culée ouest du pont Bessières avec le passage du pont St-Martin.
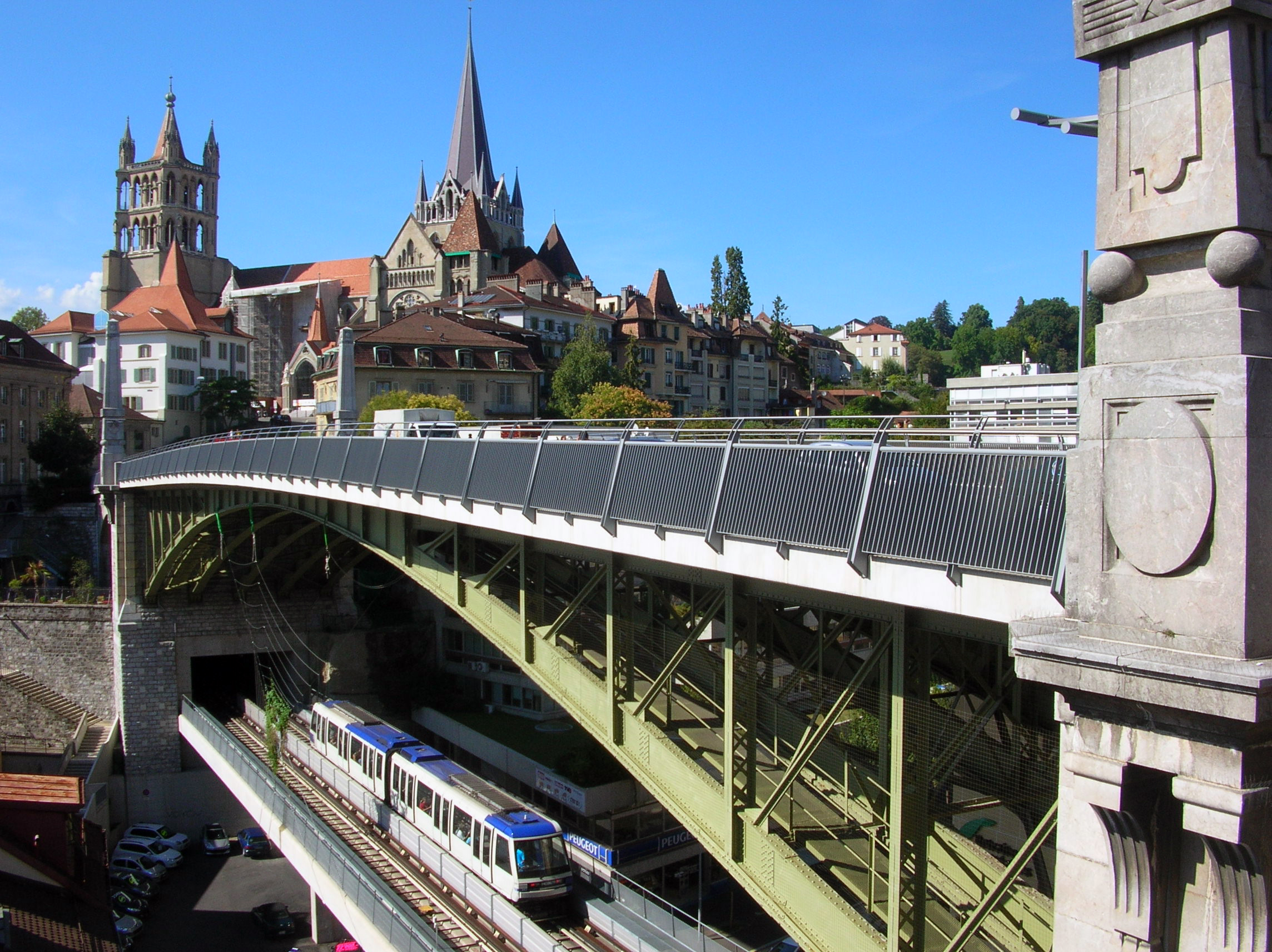
Les ponts Bessières et St-Martin avec, au deuxième plan, la colline de la Cité et la cathédrale.
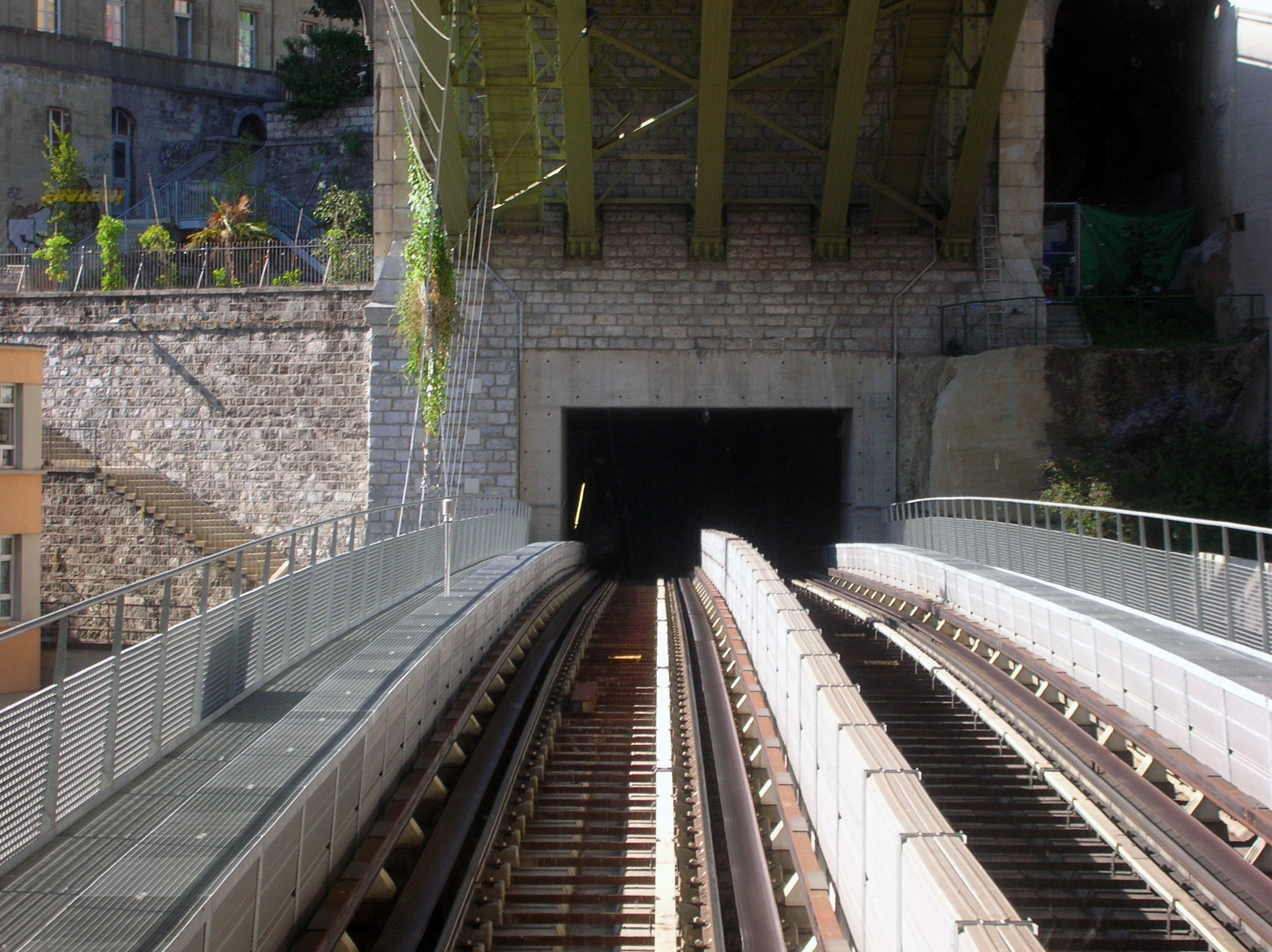
Vue du tunnel Viret du M2, à travers la culée ouest du pont Bessières.